# Mont Mycale
Le mont Mycale (en turc Dilek Dağı ou Samsun Dağı) est une montagne culminant à 1 265 mètres d'altitude en Anatolie occidentale. Il sépare les bassins du Méandre et du Caystre. Situé dans l'ancienne Ionie, il se termine, sur la mer Égée, par le cap Mycale (ou Trogylion), devant lequel la flotte perse fut battue par Xanthippe et Léotichidas en 479 av. J.-C.

Position du mont Mycale à l'embouchure du Méandre.